# Сакраменто (Коауила)
Сакраменто (исп. Sacramento) — малый город в Мексике, штат Коауила, входит в состав одноимённого муниципалитета и является его административным центром. Численность населения, по данным переписи 2020 года, составила 2437 человек.

## Общие сведения
Название Sacramento с испанского языка можно перевести как: таинство, месса. Считается, что это название было дано в знак проведённой мессы арестованным мексиканским священником Мигелем Идальго, который положил начало войне за независимость.
Поселение было основано в 1842 году под названием Вилья-Нуэва, а первыми жителями были всего 60 человек. Спустя 20 лет оно было переименовано в Сакраменто и получило статус вилья.

## Фотографии

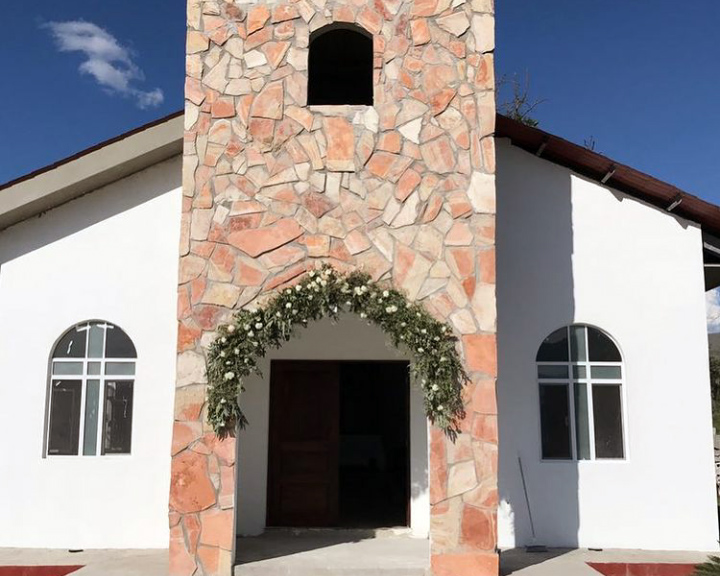
Церковь Святого Сердца, XIX века
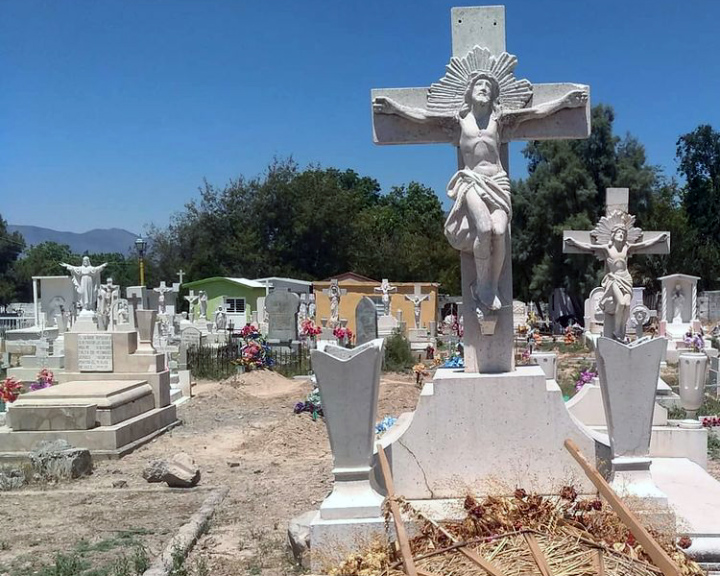
Кладбище в Сакраменто